# Museo europeo d'arte moderna
Il Museo Europeo d'Arte Moderna (MEAM) ha aperto l'8 di giugno del 2011 nel quartiere la Ribera di Barcellona (Spagna), molto vicino al Museo Picasso, diventando il primo museo di arte figurativa contemporanea in Spagna. Fino alla sua morte, nel 2021, il suo direttore è stato l'architetto di Barcellona José Manuel Infiesta. Successivamente, la direzione è stata assunta da Jose Enrique González. Dal marzo 2024, il direttore del museo è Jordi Díaz Alamà. È un'iniziativa privata, promossa dalla Fundación de las Artes y los Artistas.

## Edificio
Il museo ha sede nel Palau Gomis, alla confluenza delle vie Montcada, Princesa e Barra de Hierro, nel quartiere la Ribera di Barcellona. L'edificio è del 1700, si sviluppa su tre piani e presenta un patio nobiliare con scala in pietra.
Nel 1791 Francesc Gomis acquistò due case nella zona e incaricò Joan Garrido di costruirgli una tenuta nello stile dell'epoca. Pochi anni dopo, con l'invasione di Napoleone e il blocco di Barcellona, il Palau fu confiscato dall'esercito francese, diventando la dimora privata del generale Josep Lechi. La Calle Princesa nasce dall'esigenza di unire questo palazzo con il Parc de la Ciutadella. Questo progetto dividerebbe in due il palazzo, costringendo alla costruzione di una nuova facciata, datata 1855.
All'inizio del XX secolo furono apportate diverse modifiche, conferendogli un'aria più modernista. Dopo la guerra civile, ospitò varie attività, come un bordello o una casa di beneficenza.
All'inizio del 21º secolo, il piano nobile è stato riabilitato per creare un Centro Esposizioni d'Arte Contemporanea. Questo progetto ha ricevuto un Premio FAD nel 2002. Tre anni dopo, la Fundación de las Artes y los Artistas ha acquisito la tenuta.

## Collezione
La collezione è composta essenzialmente da opere figurative e realistiche del XXI secolo. Si prevede che saranno esposti circa 200 dipinti e 40 sculture di circa 150 artisti viventi. La sua presentazione è divisa in tre sezioni:
- Scultura moderna del secolo XX
- Collezione di figure Art Déco
- Pittura figurativa

Alcuni artisti presenti nella collezione del museo sono:
- Jordi Diaz Alamà
- José Manuel Belmonte Cortés
- Alessio Bogani
- Pepe Castellanos
- Glauco Capozzoli
- Enrique Collar
- Sam Drukker
- Jorge Egea
- Golucho
- Susanne Hay
- Wenceslao Jiménez Molina
- Barro Lu
- Kike Meana
- Adrià Pina
- Carlos Saura Riaza
- Luciano Ventrone